# Palau Tiepolo Passi
El Palau Tiepolo Passi, també conegut com Palauet Tiepolo o Palau Tiepoletto Passi, és un palau de Venècia, situat al barri de San Polo i amb vistes al costat dret del Gran Canal, entre el Palau Soranzo Pisani i el Palau Giustinian Persico.

## Història
Des d'un apartament d'aquest edifici, el 3 de novembre de 1945, es van emetre emissions de Radio Venezia Giulia, destinades a proporcionar informació i suport psicològic a la població italiana d'aquesta regió i en particular a les que vivien a Ístria sota el control iugoslau de Tito. La tasca d'obrir la ràdio s'havia coordinat amb el Ministeri d'Afers Exteriors i el comte Justo Giusti del Giardino.

## Arquitectura
És un edifici alt i estret, distribuït en quatre plantes, on només la primera planta té valor arquitectònic.
La planta baixa amb entresol té una base de pedra i un portal d'aigua amb arquitrau situat a la dreta. El primer pis noble té, a l'esquerra, una petita terrassa amb una finestra cornisada amb arcs trilobulats, amb floretes a l'àpex separades per una columna central, mentre que a la dreta hi ha dues finestres simples amb arcs trilobulats. Els altres pisos tenen quatre obertures que reflecteixen les finestres inferiors.